# Castelo (Sesimbra)
Castelo ist eine Gemeinde (Freguesia) im portugiesischen Kreis (Concelho) von Sesimbra. In ihr leben 1431 Einwohner (Stand 19. April 2021). Die Gemeinde liegt am Naturschutzgebiet Serra da Arrábida/Cabo Espichel.

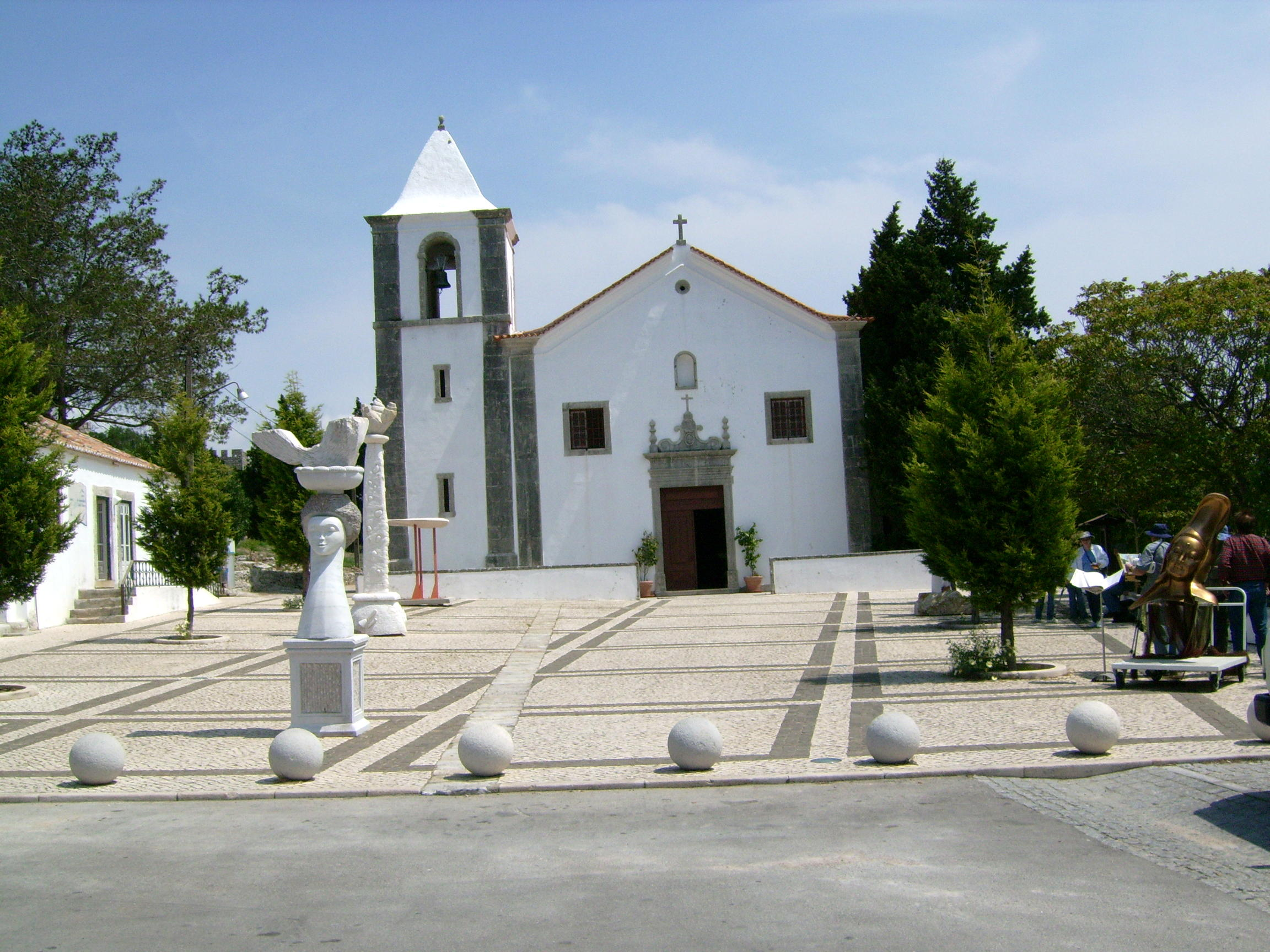
Die Gemeindekirche mit Vorplatz

## Geschichte
Megalithanlagen und andere Funde wie das Tholosgrab da Roça do Casal do Meio belegen eine Besiedlung mindestens seit der Bronzezeit. Der Ort gehörte zur römischen Provinz Lusitania. Ausgrabungen belegen hier eine Ortschaft der Römer, darunter ein Friedhof.
Die Mauren errichteten hier im 9. Jahrhundert eine Festung. Im Zuge der Reconquista eroberte der erste portugiesische König D.Afonso Henriques die Festung 1165. Bei einer Rückeroberung durch die Araber zum Ende des 12. Jahrhunderts wurde die Burg zerstört. König D.Sancho I. nahm das gesamte Gebiet 1200 mit Unterstützung französischer Kreuzfahrer ein. Der nach der Burg (port. Castelo) benannte Ort erhielt 1201 Stadtrechte. Die Burg wurde 1323 ausgebaut und diente 1384 dem späteren König D.João I. als Rückzugsort während des Unabhängigkeitskrieges im Verlauf der Revolution von 1383. Die eigenständige Gemeinde Castelo wurde 1388 geschaffen.
Die Burg verfiel in den folgenden Epochen. Nach verschiedenen Wiederaufbauten und folgenden Plünderungen und Zerstörungen durch Korsaren und englische Piraten wurde die Burg durch das Erdbeben von Lissabon 1755 endgültig zerstört. Der Ort hatte, insbesondere seit dem 18. Jahrhundert, als regionaler Wallfahrtsort noch Bedeutung.

## Natur

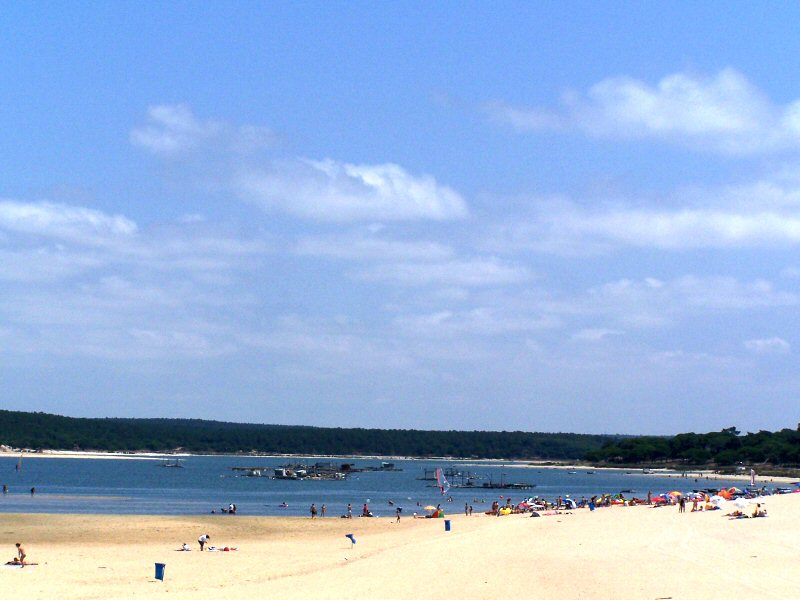
Lagoa de Albufeira

Im Nordwesten der Gemeinde befindet sich der See (und die gleichnamige Siedlung) Lagoa de Albufeira, in dem sich Süß- und Salzwasser miteinander vermengen.
Der See ist einerseits ein Vogelschutzgebiet, andererseits meeresnah ein beliebtes Wassersportrevier, vor allem zum Kite-Surfen.